# نيسان باترول

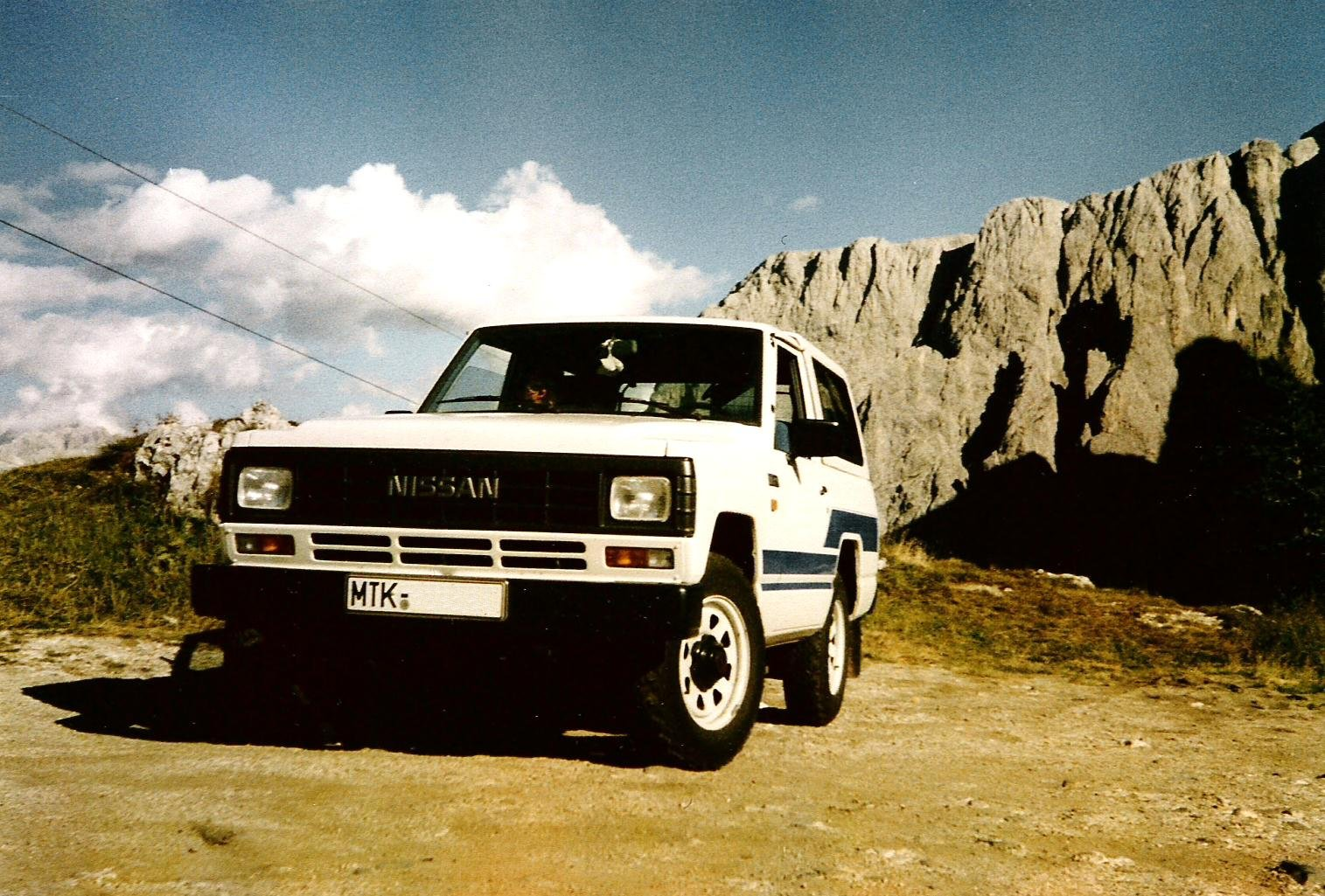
نيسان باترول 160

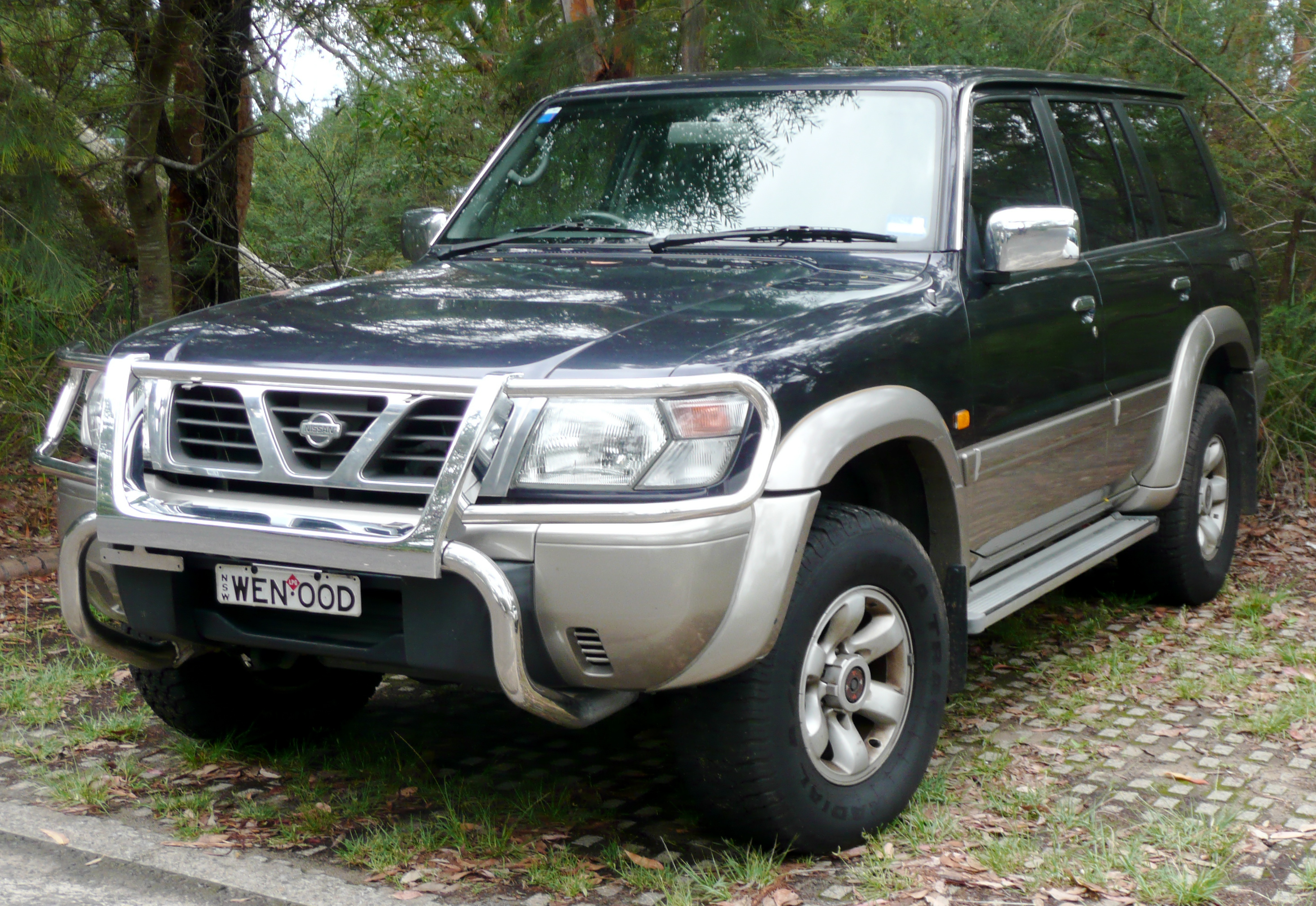
نيسان باترول Y61.

نيسان سفاري أو نيسان باترول هي سيارة دفع رباعي، باترول (patrol) تعني الدورية ويتم تصنيعها باليابان، ظهر نيسان باترول في جيله الحالي عام 2010، ولكنه خضع لعملية تحديث شاملة عام 2014 طالت الشكل الخارجي والمقصورة الداخلية فيما احتفظ نيسان باترول 2015 بنفس المحرك من الطراز السابق، وطُرحت نيسان نسخة حصرية من 200 مركبة نيسان باترول 2015 تحمل اسم (بلاك) أو النسخة السوداء.

## بطل الدروب
هذا هو شعار هذه السيارة التي انتجتها شركة نيسان

## مميزات الباترول 2010
1-- 5.6 V8 بقوه 400 حصان
2 -- ناقل حركة اوتوماتيكي بسبع سرعات مع تبترونك
3 -- ناقل حركة يدوي بست سرعات
4 -- نظام VDC (التحكم الديناميكي في السيارة) وهو نفسه نظام (ESC)
5 -- نظام (ABS) مانع انغلاق المكابح
6 -- نظام تعزيز المكابح
7 - نظام توزيع قوة الفرملة الألكتروني (EBD)
8 - جنوط 20 بوصه
9 - فتحه سقف
10 - المفتاح الذكي
11 - تحكم مركزي في التكييف
12 - صندوق تبريد في «علبه القفازات» وثلاجه بين السائق والراكب تفتح على الجهتين.
13 - مقاعد جلدية
14 - DVD و MP3
15—بلوتوث
16—تكييف خلفي
17 - نظام الملاحة
18 - الباب الخلفي كهربائي (يغلق بزر)
19 - حساسات وقوف امامية وخلفية
20 - مقود متحرك (امام وخلف + تحت فوق)
21 - ذاكره مقاعد.
22 - إمكانيه تشغيل الـ Ipod مع المسجل
23- دفع رباعي متعدد الأنظمة
24- نظام (LSD)
25- الجيل الثاني من نظام تعليق (KDSS) (الجيل الأول كان موجود فقط في سيارة لكزس)
26- شاشه مراقبه المحيط
27- كاميرا مع ميزة إذا كان اضواء التحذير لا تعمل وفي جانبك سياره لا تنعطف السيارة حتى تعمل اضواء التحذير

## نيسان باترول 2015
من الاختلافات الخارجية على نيسان باترول 2015، تم تحديث الأضواء الأمامية وزوّدت بمصابيح LED على شكل حرف C ، كما تمت إعادة تصميم الشبك الأمامي وأصبح على شكل صفوف بدلاً من شكل خلية النحل في الطراز السابق، فيما يتوفر الصادم الأمامي بنسختين نسخة City للسير داخل المدن ونسخة خاصة للسير على الوعر.
كما تم تعديل الأضواء الخلفية لمنح السيارة مظهر أكثر رياضية من السابق، وزوّدت السيارة بطقم جديد من الإطارات المعدنية خفيفة الوزن.
وتتوفر نيسان باترول 2015 بعدة نسخ تتفاوت من حيث المواصفات والأسعار، يمكن تقسيمها على النحو التالي:
- نسخة نيسان باترول اكس أي

وضعية الدفع الرباعي المنخفض 4L والدفع الرباعي الدائم 4H ووضعية الدفع الرباعي المتغير، مع عجلات ألومنيوم قياس 18 إنش ومفتاح ذكي مع نظام الدخول دون مفتاح وخاصية تشغيل المحرك بلمسة زر وأقفال آلية للأبواب مع تقنية الإقفال الآلي حسب سرعة السيارة، نوافذ كهربائية ولوحة تجهيزات مركزية مع غطاء وصندوق تبريد وعجلة قيادة قابلة للتعديل بشكل يدوي وعمود عجلة قيادة مكسو بالجلد ومقابض من الكروم للأبواب ونظام تكييف ثنائي المناطق مع فتحات تبريد للمقاعد الخلفية، ونظام ترفيه صوت يشتمل على راديو AM/FM ومشغل أقراص مدمجة وام بي 3 ومقبس لتوصيل التجهيزات الصوتية و4 مكبرات صوت.
بالإضافة إلى تقنية تثبيت السرعة وعداد للرحلات وخطافات لتثبيت شبك صندوق الأمتعة ونظام الوسائد الهوائية لبمزدوجة (ايرباق) مع نظام تحكم ديناميكي بالسيارة وآلية المساعدة على تثبيت إيقاف المركبة على المنحدرات ونظام التحكم بنزول التلال ونظام ABS للمكابح المانعة للانغلاق ونظام توزيع قوة المكابح على العجلات وقفل تفاضلي خلفي لتعزيز المكابح، ونظام منع تشغيل المحرك مع نظام إنذار للسيارة.
- نسخة نيسان باترول اس أي – تي 1

تشمل على كل المواصفات السابقة بالإضافة إلى شبك أمامي مع لمسات من الكروم ومصابيح خلفية LED وكشافات ضباب أمامية وحساسات ركن أمامية وخلفية وإضاءة في الأمام عن فتح الأبواب وعجلة قيادة مكسوة بالجلد وشاشة للرؤية الخلفية ومقبس توصيل USB و iPod وام بي 3، مع 6 سماعات وحلقة للقطر.
وتتوفر هاتان النسختان (XE و SE T1) بصندوق تروس (جير) يدوي بست سرعات، ويمكن اختيار جير أوتوماتيك خماسي السرعات مع وضعية نقل الحركة يدوياً.
- نسخة نيسان باترول اس أي – تي 2

وتضيف على المواصفات السابقة مصابيح Led أمامية وكشافات ضباب خلفية ورشاش مياه لتنظيف المصابيح الأمامية وتقنية تشغيل المحرك عن بعد مع مقاعد قابلة للتعديل آليا وفتحة سقف كهربائية وخاصية فتح صندوق الأمتعة كهربائياً أيضاً.
وتشتمل داخلية نيسان باترول موديل اس أي تي 2 على مشغل أقراص DVD مع شاشة عرض ال سي دي قياس 7 إنش ونظام هاتف بتقنية بلوتوث مع كفاتيح تحكم مدمجة بعجلة القيادة وموزع موسيقى مع خاصية الذاكرة وعدادات (فيان فجن) وتقنية فتح أقفال الأبواب عند استشعار وقوع الحوادث، بالإضافة إلى حاسوب رحلات مع عدادات مدمجة ونظام إنارة يستشعر حدوث ألخطر أوتوماتيكياً
ويمكن للزبائن إضافة مجموعة نظام الترفيه الصوتي المتفوق من Bose مع 13 سماعة كمواصفة اختيارية.
- نسخة نيسان باترول اس أي - بلاتينيوم

يضيف موديل اس أي بلاتينيوم من نيسان باترول المواصفات التالية:
عجلات ألومنيوم قياس 20 إنش ومرايا خارجية مصنوعة من الكروم وقابلة للطي عند الرجوع إلى الخلف، مع مفتاح ذكي وخاصية الذاكرة التي تعمل بالتزامن مع مكيف الهواء الأوتوماتيكي، بالإضافة إلى سكك على السقف وإضاءة عند فتح الأبواب الأمامية والخلفية، ومقاعد مفروشة بالجلد وعجلة قيادة مكسوة بالجلد أيضاً ومطعمة بالخشب، وقابلة للتعديل طولاً وارتفاعاً وخاصية الذاكرة لحفظ وضعية المقاعد وعجلة القيادة، وتطريز على بطانة للأبواب ومسند أمامي للأذرع
كما تشتمل مواصفات نيسان باترول موديل اس أي البلاتيني، على شاشة للطرق الوعرة ونظام مراقبة ضغط الهواء في الإطارات وخاصية التحكم بالمناخ في المقاعد الأمامية وعجلة قيادة متعددة الاستخدامات وواقيات من الوحل، إلى جانب مشغل أقراص DVD مع خاصية الذاكرة وشاشة عرض ال سي دي قياس 8 إنش ونظام Bose الصوتي مع 13 سماعة، ونظام (music Box) للترفيه الصوتي مزوداً بقرص صلب سعة 9.3 جيجا بايت.
بينما تشتمل قائمة المواصفات الاختيارية على مجموعة النظام الترفيهي العائلي الذي يضم نظام DVD مستقل للمقاعد الخلفية مع شاشة عرض قياس 7 إنش وجهاز تحكم عن بعد ومفاتيح تحكم، كما يمكنك اختيار مجموعة دليل ركن السيارة مع شاشة الرؤية الشاملة من الجيل الثالث ونظام المساعدة على الركن وشاشة عرض.
سخة نيسان باترول اس أي - بلاتينيوم سيتي
وبالإضافة إلى مواصفات نسخة (اس أي بلاتينيوم) يتمتع هذا الموديل من نيسان باترول بعجلات معدنية من الألومنيوم قياس 20 إنش مع صادم مبتكر للقيادة في المدينة ولمسات من الكروم على كشافات الضباب.
أما مواصفات داخلية نيسان باترول اس أي – بلاتينيوم سيتي فتشتمل على شاشة الرؤية الشاملة من الجيل الثالث مع دليل مساعدة الركن وشاشة عرض نظام ترفيهي DVD مستقل للمقاعد الخلفية مع شاشة عرض قياس 7 إنش وجهاز تحكم عن بعد ومفاتيح تحكم.
وتتوفر نسخ (اس أي – تي 2) و (اس أي – بلاتينيوم) و (اس أي – بلاتينيوم سيتي) بصندوق تروس أوتوماتيكي خماسي السرعات مع وضعية نقل الحركة يدوياً.
- نسخة نيسان باترول ال أي – تي 1

يضيف هذا الموديل إلى تجهيزات نسخة اس أي – تي 1، المواصفات التالية:
مصابيح أمامية LED مع نظام إضاءة نهاري، رشاش مياه لتنظيف المصابيح الأمامية، وواقيات من الوحل وعدادات (فاين فيجن)، بالإضافة إلى تقنية فتح الأبواب التي تستشعر حدوث الصدمات وحاسوب رحلات مع عدادات مدمجة ونظام إنارة يستشعر حدوث الخطر أوتوماتيكياً.
- نسخة نيسان باترول ال أي – تي 2

وبالإضافة إلى مواصفات نيسان باترول ال أي – تي 1 تتمتع هذه النسخة بعجلات ألومنيوم قياس 20 إنش وتقنية تشغيل المحرك عن بعد ونظام التحكم الهيدروليكي بحركة الهيكل وكشافات ضباب خلفية مع مقاعد قابلة للتعديل آلياً وفتحة سقف كهربائية وخاصية فتح صندوق الأمتعة آلياً وعجلة قيادة آلية حساسة لسرعة السيارة.
أما داخلية نيسان باترول موديل ال أي – تي 2 فتشتمل على مشغل أقراص DVD مع شاشة عرض ال سي دي قياس 7 إنش ونظام هاتف بتقنية بلوتوث مع مفاتيح تحكم مدمجة بعجلة القيادة وموزع صوتي مع خاصية الذاكرة.
ويمكن اختيار مجموعة نظام الترفيه الصوتي بنظام Bose مع 13 سماعة.
- نسخة نيسان باترول ال أي – بلاتينيوم

تضيف هذه النسخة إلى تجهيزات ال أي – تي 2 مرايا خارجية مصنوعة من الكروم وقابلة للطي آلياً عند الرجوع إلى الخلف، ومفتاح ذكي مع خاصية الذاكرة يعمل بالتزامن مع نظام مكي الهواء الأوتوماتيكي، بالإضافة إلى سكك على السقف وإضاءة ترحيبية في الأمام والخلف ومقاعد جلدية وعجلة قيادة مكسوة بالجلد ومطعمة بالخشب قابلة للتعديل، وخاصية الذاكرة لحفظ وضعية المقاعد وعجلة القيادة ومسند أمامي للأذرع مضاء وبطانة مطرزة للأبواب.
وتشتمل مواصفات نيسان باترول ال –أي بلاتينيوم أيضاً على شاشة للطرق الوعرة ونظام مراقية ضغط الهواء في الإطارات وخاصية التحكم بالمناخ في المقاعد الأمامية ومفاتيح مدمجة بعجلة القيادة للتحكم بالنظام الملاحي المزود بقرص صلب، مع مشغل أقراص DVD مع خاصية الذاكرة وشاشة عرض LCD قياس 8 إنش ونظام Bose للترفيه الصوتي مع 13 سماعة ونظام Music Box مع قرص صلب سعة 9.3 جيجا.
ويمكن اختيار مجموعة الترفيه العائلي كمواصفة اختيارية، حيث تشتمل هذه الحزمة على نظام DVD مستقل للمقاعد الخلفية مع شاشة عرض قياس 7 إنش وجهاز تحكم عن بعد ومفاتيح تحكم، بالإضافة إلى مساحات وجاج أمامية تستشعر هطول المطر.
ويمكن أيضاً إضافة مجموعة «درع السلامة المتطور» والذي يشتمل على شاشة الرؤية الشاملة من الجيل الثالث مع دليل مساعدة الركن وشاشة عرض، ونظام التدخل لمنع التصادم الخلفي بالإضافة إلى نظام تحذير ومنع مغادرة المسرب وتقنية التحكم الذكية لتثبيت السرعة مع مفاتيح مدمجة بعجلة القيادة لترك مسافة آمنة وتقنية تعزيز المكابح مع نظام التحذير قبل الاصطدام الأمامي ونظام التحذير والتدخل في المناطق العمياء.
نسخة نيسان باترول ال أي – بلاتينيوم
ويتمتع هذا الموديل من نيسان باترول بالمواصفات التالية – بالإضافة إلى مواصفات نسخة ال أي – بلاتينيوم السابقة - :
عجلات معدنية من الألومنيوم قياس 20 إنش وصام مبتكر للقيادة في المدينة ولمسات من الكروم على كشافات الضباب، ومساحات زجاج أمامية تستشعر هطول المطر وشاشة الرؤية الشاملة من الجيل الثالث مع دليل مساعدة الركن وشاشة عرض ونظام ترفيهي DVD مستقل للمقاعد الخلفية مع شاشة عرض قياس 7 إنش وجهاز تحكم عن بعد ومفاتيح تحكم.
بالإضافة إلى نظام التدخل لمنع التصادم الخلفي بالإضافة إلى نظام تحذير ومنع مغادرة المسرب وتقنية التحكم الذكية لتثبيت السرعة مع مفاتيح مدمجة بعجلة القيادة لترك مسافة آمنة وتقنية تعزيز المكابح مع نظام التحذير قبل الاصطدام الأمامي ونظام التحذير والتدخل في المناطق العمياء.
وتطرح نيسان نسخ (ال أي – تي 1) و (ال أي – تي 2) و (ال – بلاتينيوم) و (ال أي – بلاتينيوم سيتي) من جيب باترول حصرياً بناقل تروس (جير) أوتوماتيكي بسبع سرعات مع وضعية نقل الحركة يدوياً، وتتمتع هذه النسخ بمحرك 8 اسطوانات سعة 6.5 لتر يولد قوة 400 حصان، تنخفض إلى 317 حصان في النسخ السابقة.

## وصلات خارجية
- تقرير نيسان باترول